# Lisieux
Lisieux är en stad och kommun i departementet Calvados i regionen Normandie i nordvästra Frankrike. Kommunen är chef-lieu för tre kantoner och arrondissementet Lisieux. År 2022 hade Lisieux 19 540 invånare.
Lisieux är en betydande vallfartsort, eftersom helgonet Thérèse av Jesusbarnet (1873-1897) bodde i stadens karmelitkloster. En basilika till Thérèses ära uppfördes 1929-1954. Basilikan är ett av 1900-talets största kyrkbyggen, 97 meter hög med en kupol 28 meter i diameter och totalt 8000 m² mosaiker.

## Galleri

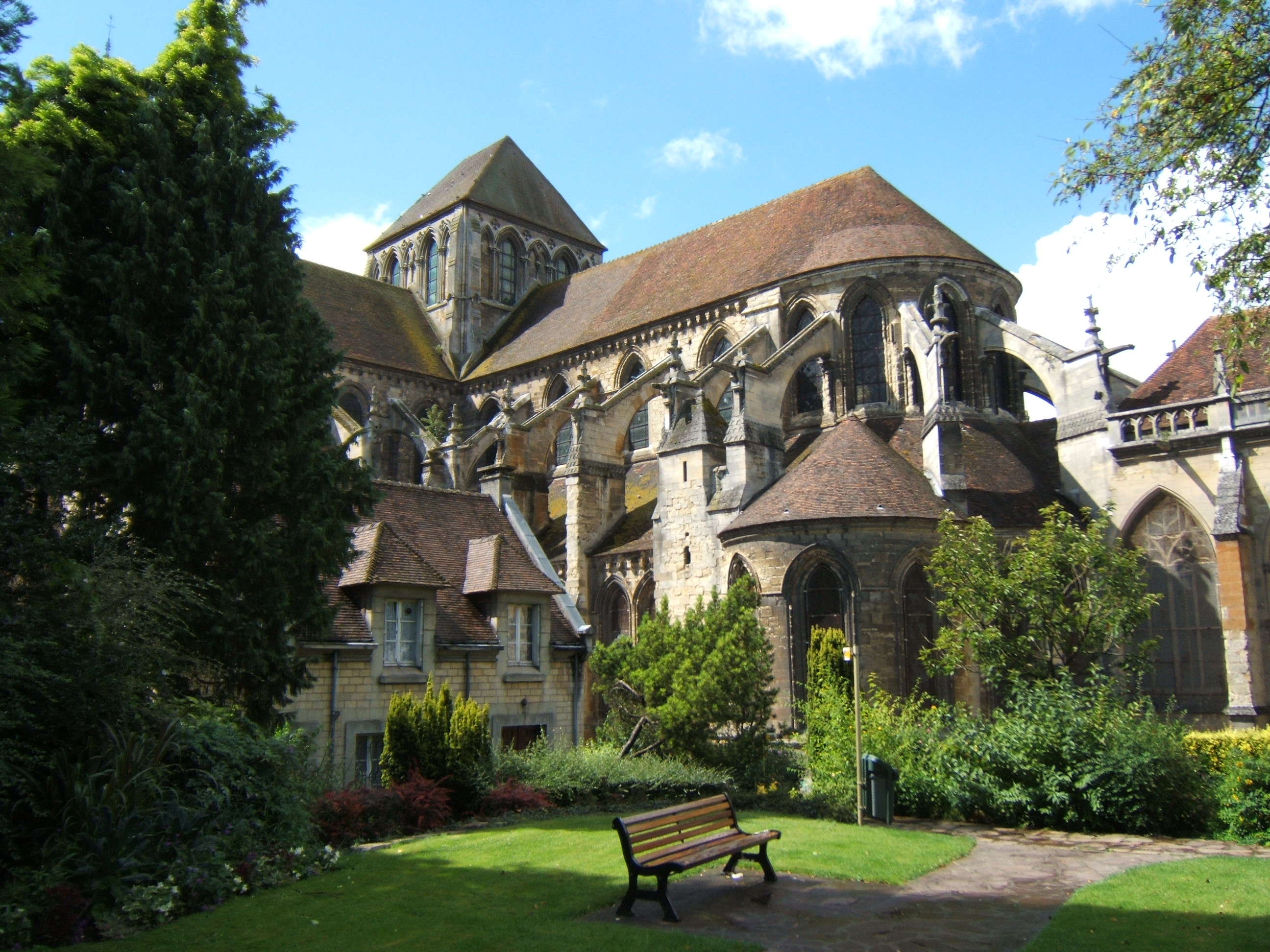
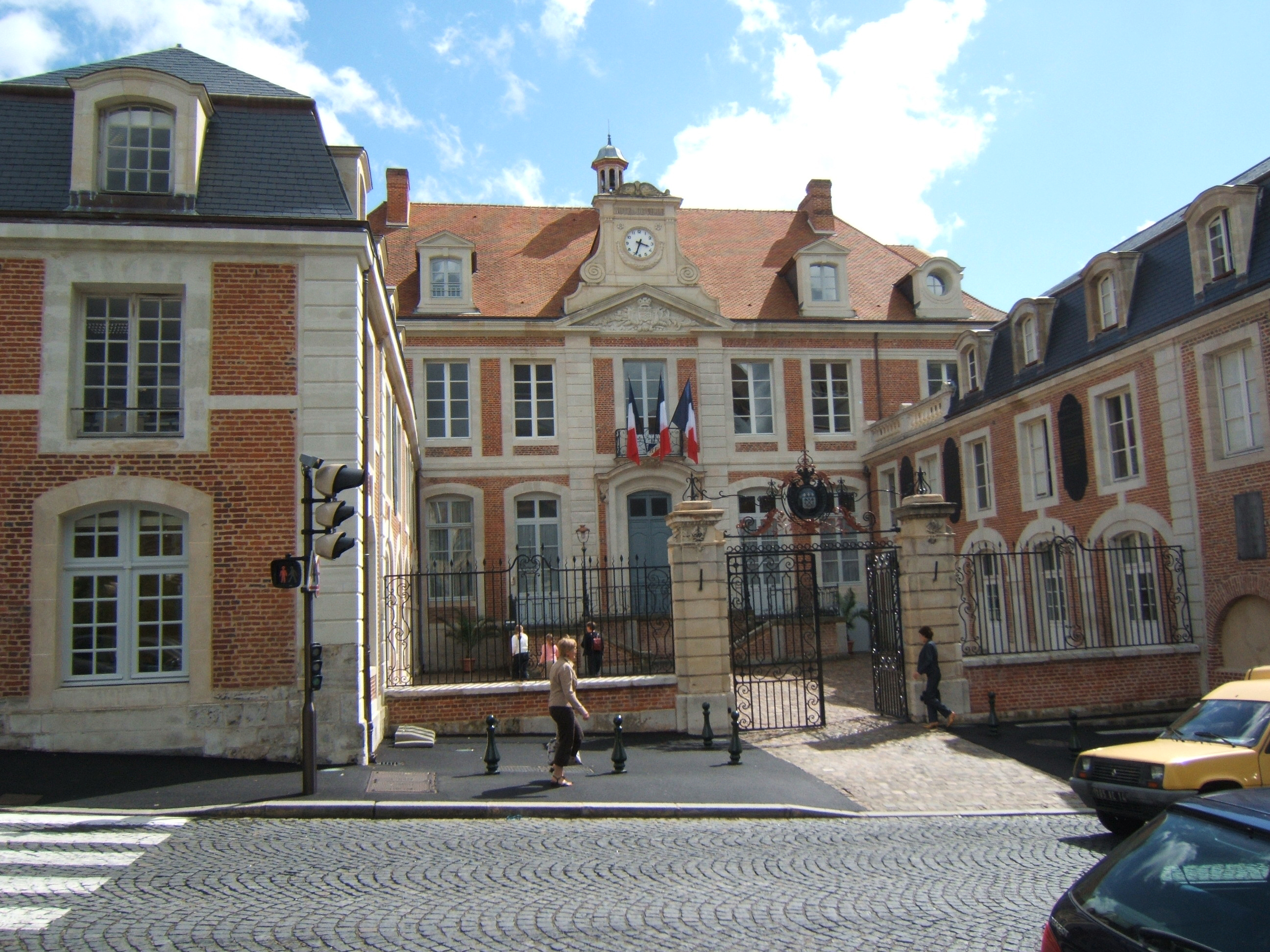
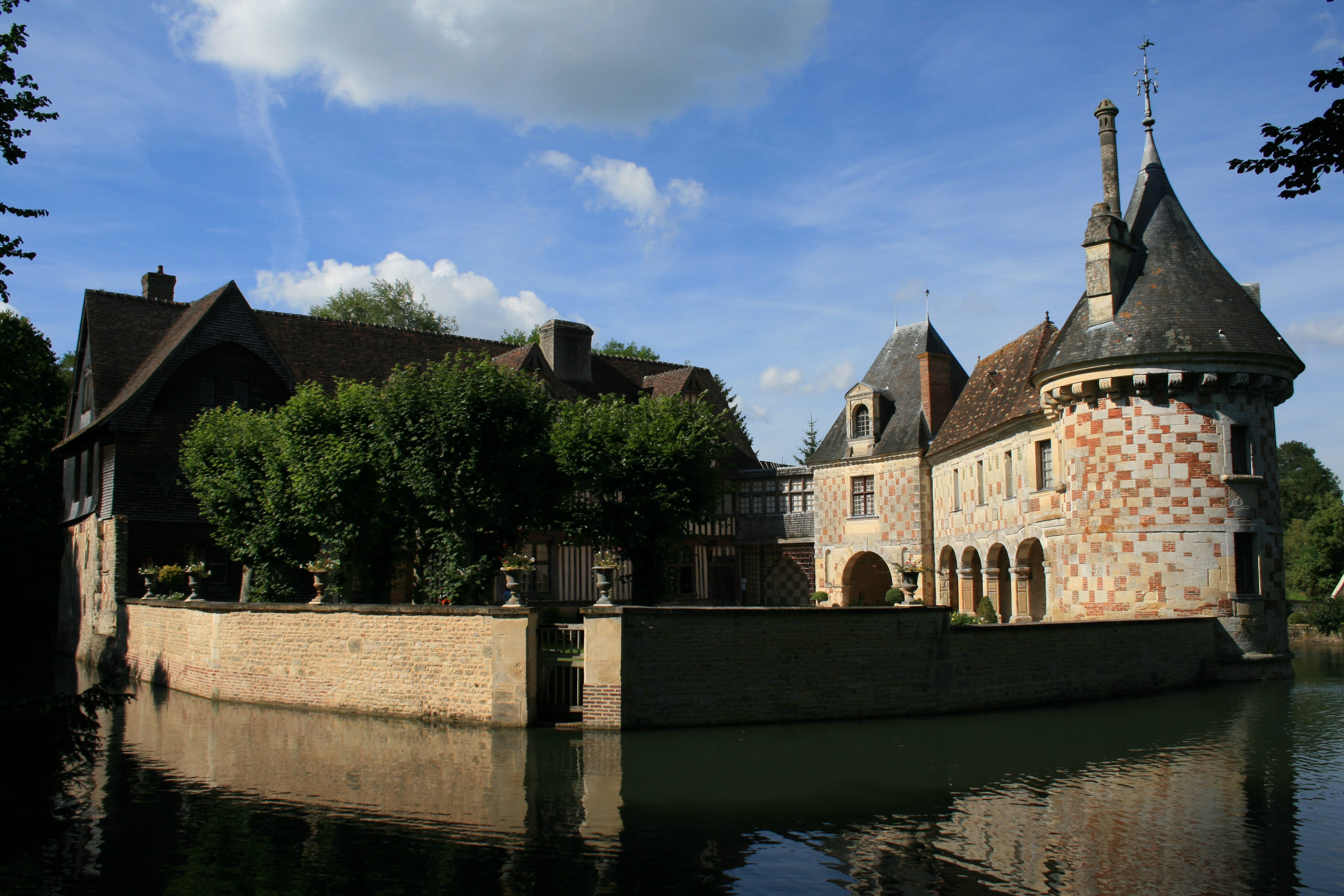
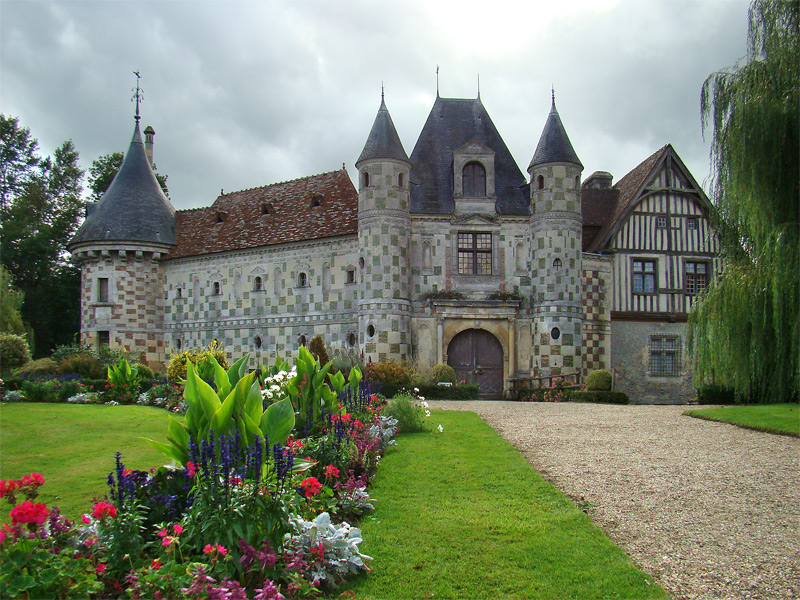

## Befolkningsutveckling
Antalet invånare i kommunen Lisieux
Referens: INSEE